# Markus Woznicki
Markus Woznicki (* 15. März 1966) ist ein deutscher Arzt und ehemaliger Taekwondokämpfer.

## Werdegang
Schon früh begann Woznicki im Sportverein RSC Essen mit Taekwondo. Aufgrund seines Talents und der guten Trainingsmöglichkeiten im RSC Essen stieg er schnell in das deutsche Nationalteam auf. Dort erzielte er zahlreiche Siege auf nationaler und internationaler Ebene und wurde unter anderem deutscher Meister, internationaler deutscher Meister und  Europameister. Unter der Leitung des damaligen Bundestrainers Dirk Jung wurde Woznicki 1988 Europameister in der Klasse -83 kg und im selben Jahr holte er bei den Olympischen Sommerspielen in Seoul, bei denen Taekwondo als Demonstrationssportart im Programm stand, die Bronzemedaille. 1989 gewann er noch die Silbermedaille bei den World Games in Karlsruhe. 1991 nahm er auch an den Weltmeisterschaften im Taekwondo in Athen teil, sowie an den  Olympischen Sommerspielen 1992 in Barcelona und erreichte mit guten Leistungen den achten Rang. 
Nach seiner aktiven Zeit als Nationalkämpfer wurde Woznicki Vereinstrainer im RSC Essen. Mehrere seiner Schüler wurden sowohl bei den Jugendlichen als auch bei den Senioren Landesmeister und deutscher Meister. Der Verband wurde ebenso auf Markus Woznicki aufmerksam; nach seiner Arbeit als NWTU-Landestrainer wurde er Bundestrainer für die Deutsche Taekwondo Union. Aufgrund seines Studiums der Medizin und seiner nachfolgenden Arbeit als  Kardiologe musste er den Posten des Bundestrainers aufgeben.
Markus Woznicki wohnt in Essen, er ist verheiratet und hat zwei Töchter.